# Tomáš Hubočan
 Tomáš Hubočan, né le 17 septembre 1985 à Žilina (Tchécoslovaquie), est un footballeur international slovaque qui évolue au poste de défenseur.
Avec sa sélection, il participe à l'Euro 2016 et l’Euro 2020.

## Biographie

### Carrière en club

#### MŠK Žilina
Formé au MŠK Žilina, il intègre l'équipe première lors de la saison 2004-2005. Après deux saisons avec son club formateur, il est prêté au Zlaté Moravce avec qui il participe à trente-six rencontres. Après son retour de prêt, il est champion de Slovaquie en 2007 puis remporte la Supercoupe de Slovaquie la même année face au Zlaté Moravce où il a été prêté la saison précédente.

#### Passage en Russie
En février 2008, il rejoint le Zénith Saint-Pétersbourg en Russie. Il joue peu lors des deux premières saisons mais gagne tout de même la Supercoupe de Russie en 2008. Il gagne du temps de jeu lors de la saison 2010. Cette même année, le club est champion de Russie et remporte la Coupe de Russie. Il devient un titulaire indiscutable à partir de la saison 2011-2012 où le Zénith remporte son deuxième titre de champion consécutif. Il est vice-champion lors des deux saisons suivantes.
Lors de l'été 2014 et après six ans et demi au Zénith, Tomas Hubocan quitte le club et rejoint le Dinamo Moscou. Le club termine la saison à la 4e place du championnat mais est relégué la saison suivante en seconde division russe.  

#### Olympique de Marseille
Dans la possibilité de résilier alors son contrat, il rejoint l'Olympique de Marseille le 8 juillet 2016 et devient le premier Slovaque a porter les couleurs du club phocéen. Il joue son premier match officiel comme titulaire lors de la première journée de Ligue 1, contre Toulouse FC. Il connaît néanmoins une première saison mitigée, jouant seulement quatorze rencontres toutes compétitions confondues.
N'entrant plus dans les plans de Rudi Garcia, il rejoint le club turc de Trabzonspor en prêt le 7 septembre 2017. Il joue régulièrement et totalise vingt-quatre rencontres toutes compétitions confondues lors de la saison 2017-2018.
De retour à Marseille pour la saison 2018-2019, il ne joue que trois rencontres, dont deux en championnat. Son contrat n'est pas renouvelé et il quitte le club en fin de saison.

### En sélection
Il est sélectionné en équipe nationale de Slovaquie pour la première fois en décembre 2006 et joue son premier match en sélection lors d'un match amical contre les Émirats arabes unis. Il joue sa seconde sélection un an plus tard et enchaîne quatre matchs fin 2007 et début 2008. Il retrouve ensuite la sélection en 2010 pour ne plus la quitter.
Il participe aux éliminatoires à l'Euro 2016 où la Slovaquie se qualifie pour la première fois des son histoire en terminant derrière l'Espagne. Il fait partie de la liste des 23 pour participer à l'Euro 2016 et joue deux matchs avant d'être éliminé en huitième de finale contre l'Allemagne.

## Statistiques
| Saison                | Club                         | Championnat           | Championnat | Championnat | Coupe nationale | Coupe nationale | Coupe de la Ligue | Coupe de la Ligue | Compétition(s) continentale(s) | Compétition(s) continentale(s) | Compétition(s) continentale(s) | Slovaquie | Slovaquie | Total | Total |
| Saison                | Club                         | Division              | M.          | B.          | M.              | B.              | M.                | B.                | Comp.                          | M.                             | B.                             | M.        | B.        | M.    | B.    |
| 2004-2005             | MŠK Žilina                   | Fortuna Liga          | 2           | 0           | -               | -               | -                 | -                 | -                              | -                              | -                              | -         | -         | 2     | 0     |
| 2006-2007             | MŠK Žilina                   | Fortuna Liga          | 26          | 1           | -               | -               | -                 | -                 | -                              | -                              | -                              | 1         | 0         | 27    | 1     |
| 2007-2008             | MŠK Žilina                   | Fortuna Liga          | 10          | 0           | -               | -               | -                 | -                 | C3                             | 2                              | 0                              | 2         | 0         | 14    | 0     |
| Sous-total            | Sous-total                   | Sous-total            | 38          | 1           | -               | -               | -                 | -                 | -                              | 2                              | 0                              | 3         | 0         | 43    | 1     |
| 2005-2006             | FC ViOn Zlaté Moravce (prêt) | Fortuna Liga          | 3           | 1           | -               | -               | -                 | -                 | -                              | -                              | -                              | -         | -         | 3     | 1     |
| Sous-total            | Sous-total                   | Sous-total            | 3           | 1           | -               | -               | -                 | -                 | -                              | -                              | -                              | -         | -         | 3     | 1     |
| 2008                  | Zénith Saint-Pétersbourg     | Premier-Liga          | 11          | 0           | 2               | 0               | -                 | -                 | C1                             | 2                              | 0                              | 2         | 0         | 17    | 0     |
| 2009                  | Zénith Saint-Pétersbourg     | Premier-Liga          | 10          | 0           | 1               | 0               | -                 | -                 | C1                             | 1                              | 0                              | -         | -         | 12    | 0     |
| 2010                  | Zénith Saint-Pétersbourg     | Premier-Liga          | 23          | 0           | 3               | 0               | -                 | -                 | C1+C3                          | 4+3                            | 0+1                            | 4         | 0         | 37    | 1     |
| 2011-2012             | Zénith Saint-Pétersbourg     | Premier-Liga          | 30          | 0           | 4               | 0               | -                 | -                 | C1                             | 9                              | 0                              | 8         | 0         | 51    | 0     |
| 2012-2013             | Zénith Saint-Pétersbourg     | Premier-Liga          | 24          | 0           | 4               | 0               | -                 | -                 | C1+C3                          | 5+4                            | 0                              | 7         | 0         | 44    | 0     |
| 2013-2014             | Zénith Saint-Pétersbourg     | Premier-Liga          | 15          | 0           | 1               | 0               | -                 | -                 | C1                             | 8                              | 0                              | 6         | 0         | 30    | 0     |
| Sous-total            | Sous-total                   | Sous-total            | 113         | 0           | 15              | 0               | -                 | -                 | -                              | 36                             | 1                              | 27        | 0         | 191   | 1     |
| 2014-2015             | Dynamo Moscou                | Premier-Liga          | 18          | 1           | 1               | 0               | -                 | -                 | C3                             | 8                              | 0                              | 8         | 0         | 35    | 1     |
| 2015-2016             | Dynamo Moscou                | Premier-Liga          | 22          | 1           | 2               | 0               | -                 | -                 | -                              | -                              | -                              | 8         | 0         | 32    | 1     |
| Sous-total            | Sous-total                   | Sous-total            | 40          | 2           | 3               | 0               | -                 | -                 | -                              | 8                              | 0                              | 16        | 0         | 67    | 2     |
| 2016-2017             | Olympique de Marseille       | Ligue 1               | 13          | 0           | -               | -               | 1                 | 0                 | -                              | -                              | -                              | 6         | 0         | 20    | 0     |
| 2017-2018             | Olympique de Marseille       | Ligue 1               | 1           | 0           | -               | -               | -                 | -                 | C3                             | 2                              | 0                              | 2         | 0         | 5     | 0     |
| 2018-2019             | Olympique de Marseille       | Ligue 1               | 2           | 0           | -               | -               | -                 | -                 | C3                             | 1                              | 0                              | 4         | 0         | 7     | 0     |
| Sous-total            | Sous-total                   | Sous-total            | 16          | 0           | -               | -               | 1                 | 0                 | -                              | 3                              | 0                              | 12        | 0         | 32    | 0     |
| 2017-2018             | Trabzonspor (prêt)           | Süper Lig             | 20          | 0           | 4               | 0               | -                 | -                 | -                              | -                              | -                              | 7         | 0         | 31    | 0     |
| Sous-total            | Sous-total                   | Sous-total            | 20          | 0           | 4               | 0               | -                 | -                 | -                              | -                              | -                              | 7         | 0         | 31    | 0     |
| 2019-2020             | Omonia Nicosie               | Cyta Championship     | 11          | 0           | 3               | 0               | -                 | -                 | -                              | -                              | -                              | -         | -         | 14    | 0     |
| 2020-2021             | Omonia Nicosie               | Cyta Championship     | 24          | 0           | 1               | 0               | -                 | -                 | C1+C3                          | 4+5                            | 0                              | -         | -         | 34    | 0     |
| 2021-2022             | Omonia Nicosie               | Cyta Championship     | 9           | 0           | 1               | 0               | -                 | -                 | C1+C3+C4                       | 2+1+4                          | 0                              | -         | -         | 17    | 0     |
| Sous-total            | Sous-total                   | Sous-total            | 44          | 0           | 5               | 0               | -                 | -                 | -                              | 16                             | 0                              | -         | -         | 65    | 0     |
| 2022-2023             | Karmiótissa Páno Polemidión  | Cyta Championship     | -           | -           | -               | -               | -                 | -                 | -                              | -                              | -                              | -         | -         | 0     | 0     |
| Sous-total            | Sous-total                   | Sous-total            | 0           | 0           | 0               | 0               | 0                 | 0                 | -                              | 0                              | 0                              | 0         | 0         | 0     | 0     |
| Total sur la carrière | Total sur la carrière        | Total sur la carrière | 274         | 4           | 27              | 0               | 1                 | 0                 | -                              | 65                             | 1                              | 65        | 0         | 432   | 5     |

## Palmarès
Avec le MŠK Žilina, son club formateur, il est champion de Slovaquie en 2007 et vice-champion en 2005. Il remporte également la Supercoupe de Slovaquie en 2007.
Parti ensuite en Russie, sous les couleurs du Zénith Saint-Pétersbourg, il est champion de Russie à deux reprises consécutivement en 2010 et en 2012 puis vice-champion en 2013 et 2014. Il remporte la Coupe de Russie en 2010 et la Supercoupe de Russie en 2008 et 2011. Il est également finaliste de la Supercoupe de Russie en 2012 et 2013.
Avec l'Omónia Nicosie, il est Champion de Chypre en 2021 et remporte la Supercoupe de Chypre la même année.